# Элькслебен (Зёммерда)
Элькслебен (Зёммерда) (нем. Elxleben (Landkreis Sömmerda)) — коммуна в Германии, в земле Тюрингия.
Входит в состав района Зёммерда. Население составляет 2300 человек (на 31 декабря 2010 года). Занимает площадь 12,13 км².